# Juniata megye
Juniata megye az Amerikai Egyesült Államokban, azon belül Pennsylvania államban található. Megyeszékhelye Mifflintown, legnagyobb városa Port Royal. Lakosainak száma 23 509 fő (2020. április 1.). Juniata megye Snyder, Northumberland, Dauphin, Perry, Franklin, Huntingdon és Mifflin megyékkel határos.

## Népesség
A megye népességének változása:
| Lakosok száma | 24 544 | 24 913 | 24 913 | 24 768 | 24 737 | 23 509 |
|               | 2010   | 2011   | 2012   | 2013   | 2015   | 2020   |